# Jan Tutaj
Jan Piotr Tutaj (ur. 26 sierpnia 1969 w Jaśle) – polski rzeźbiarz, rysownik, profesor krakowskiej ASP.

## Życiorys
Ukończył Państwowe Liceum Sztuk Plastycznych w Rzeszowie. W latach 1989–1994 studiował na Wydziale Rzeźby Akademii Sztuk Pięknych w Krakowie. Dyplom z wyróżnieniem uzyskał w pracowni prof. Józefa Sękowskiego. Pracownik naukowo-dydaktyczny Wydziału Rzeźby krakowskiej ASP. Prorektor ds. studenckich w kadencji 2016–2020, a od 2020 dziekan Wydziału Rzeźby. 21 września 2020 otrzymał tytuł profesora.
Zajmuje się rzeźbą, medalierstwem i rysunkiem. Autor Pomnika Synom Ziemi Sanockiej Poległym i Pomordowanym za Polskę w Sanoku oraz Pomnika Jana Matejki w Krakowie.
W 2016 odznaczony Srebrnym Krzyżem Zasługi.

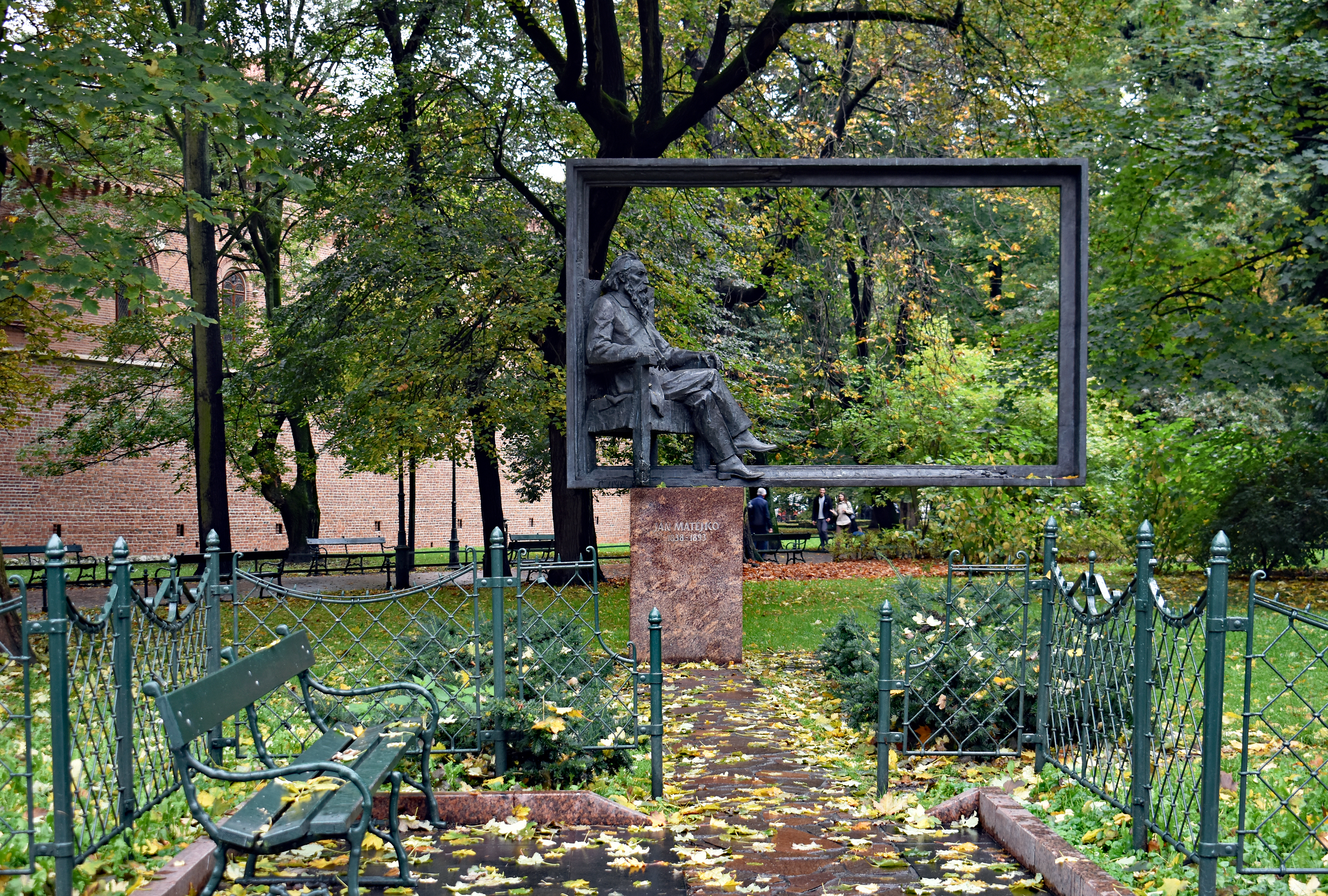
Pomnik Jana Matejki Kraków, Planty
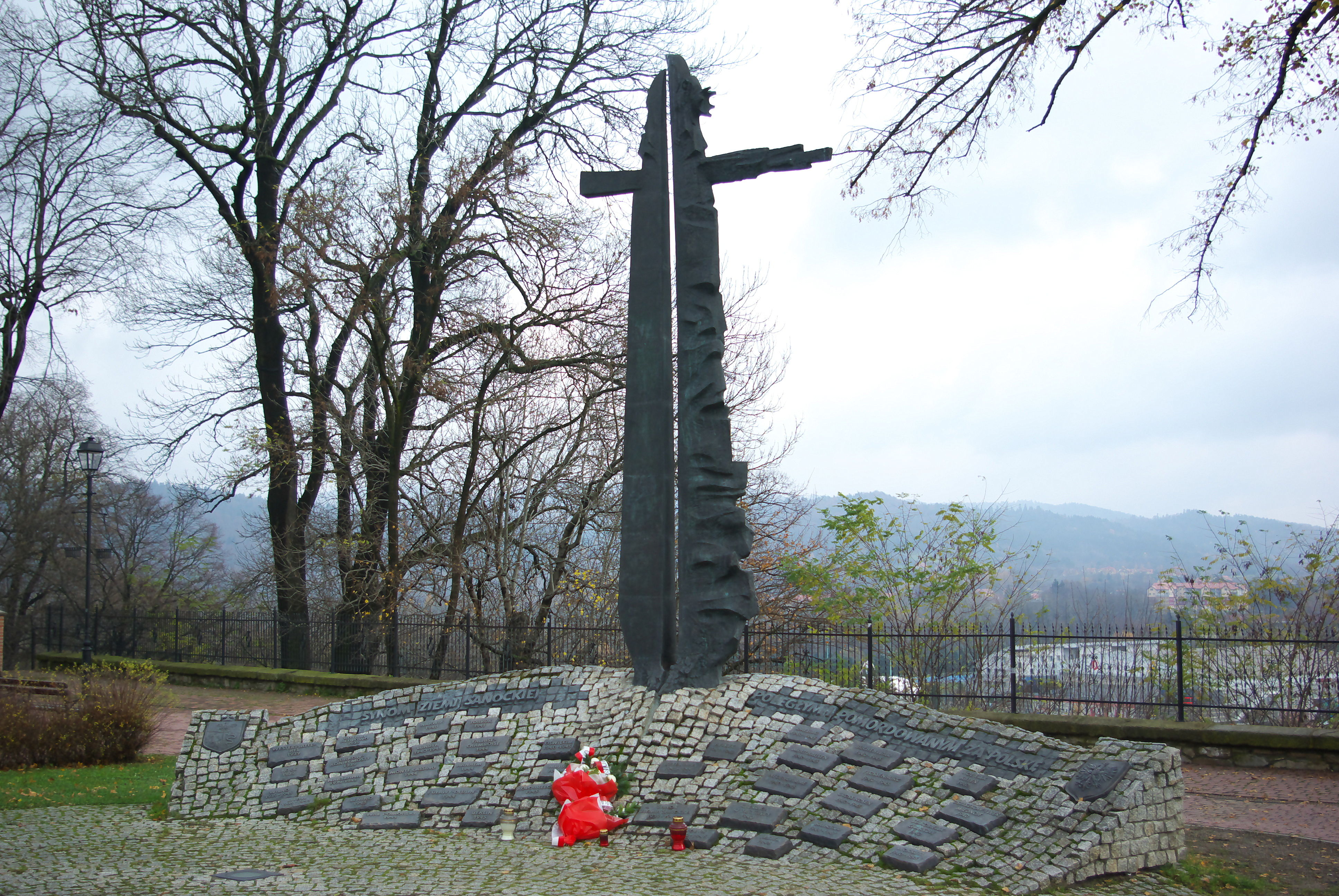
Pomnik Synom Ziemi Sanockiej Poległym i Pomordowanym za Polskę Sanok, plac św. Jana